# Ctenus meghalayaensis
Ctenus meghalayaensis este o specie de păianjeni din genul Ctenus, familia Ctenidae, descrisă de Tikader, 1976. Conform Catalogue of Life specia Ctenus meghalayaensis nu are subspecii cunoscute.